# Creobius eudouxii
Creobius eudouxii is een keversoort uit de familie van de loopkevers (Carabidae). De wetenschappelijke naam van de soort is voor het eerst geldig gepubliceerd in 1839 door Guerin-Meneville.